# Jaime Bernardo von Bourbon-Parma

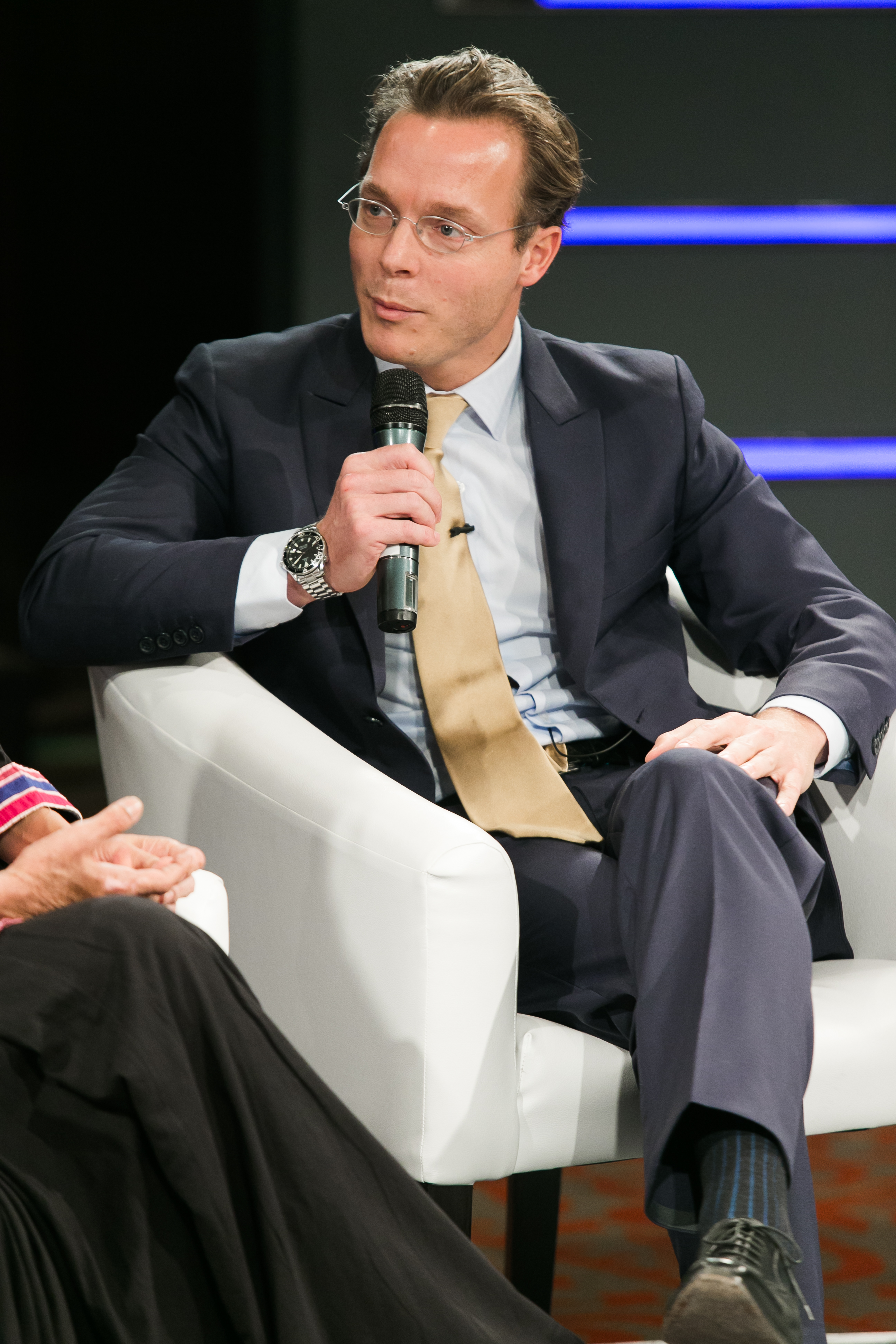
Jaime Bernardo von Bourbon-Parma am World Economic Forum on India 2012

Wappen des Hauses Bourbon-Parma

Jaime Bernardo von Bourbon-Parma, vollständiger Name Jaime Bernardo, Herzog von San Jaime, Graf von Bardi, Prinz von Bourbon-Parma (* 13. Oktober 1972 in Nijmegen) ist niederländischer Diplomat.

## Familie
Jaime (genannt Jacques) Bernardo stammt aus dem Adelsgeschlecht Bourbon-Parma. Er ist der Zwillingsbruder von Margarita und eines von vier Kindern aus der Ehe von Carlos Hugo von Bourbon-Parma (1930–2010) mit Irene (* 1939), Tochter der Königin Juliana der Niederlande und deren Ehemann Prinz Bernhard. Er gehört als erweitertes Mitglied dem Niederländischen Königshaus an. Er wurde von Bernard Jan Kardinal Alfrink römisch-katholisch getauft.
Er heiratete am 5. Oktober 2013 in Apeldoorn die gebürtige Ungarin Viktória Cservenyák (* 1982). Aus der Ehe stammen die Tochter Zita Clara Prinzessin von Bourbon-Parma (* 21. Februar 2014 in Amsterdam) und Gloria Irene Prinzessin von Bourbon-Parma (* 9. Mai 2016 in Rom).

## Leben
Jaime Bernardo wuchs nach der Scheidung seiner Eltern 1981 bei seiner Mutter im Palais Soestdijk auf. Er studierte Politikwissenschaft mit Schwerpunkt Internationale Beziehungen an der Brown University in Rhode Island. An der Johns Hopkins University in Baltimore absolvierte er ein Masterstudium in International Economics and Conflict Management.
Er trat in den diplomatischen Dienst des Königreichs der Niederlande ein und war im Ministerie van Buitenlandse Zaken, dem Ministerium mit den Zuständigkeiten für auswärtige Angelegenheiten, diplomatische Beziehungen, europäische Zusammenarbeit und internationale Entwicklungszusammenarbeit tätig. Er war in der niederländischen Botschaft in Bagdad, Irak, und für eine Friedensmission in Pol-e Chomri im nördlichen Afghanistan tätig. 2007 wurde er für EU-Kommissarin Neelie Kroes tätig, später im niederländischen Außenministerium.
Am 7. Februar 2014 erfolgte die Bestellung zum niederländischen Botschafter beim Heiligen Stuhl. Am 15. Juli 2014 wurde er durch König Willem-Alexander vereidigt und am 20. Dezember 2014 durch Papst Franziskus bestätigt.
Jaime war von 2018 bis 2021 zum Flüchtlingskommissar der Vereinten Nationen UNHCR in Genf abberufen, um an privatwirtschaftlichen Lösungen für Flüchtlinge zu arbeiten, wie z. B. Zugang zu nachhaltiger Energie.
Seit August 2021 ist er Klimabeauftragter für die Niederlande.

## Ehrungen und Auszeichnungen
- Ritterkreuz des Konstantinordens (2013)
- Großkreuz des Verdienstordens des Heiligen Ludwig
- Ritterkreuz des Souveränen Malteserordens
- Aufnahme in die Bruderschaft von Santa Maria dell’Anima (2015)